# Haukadalur (Dalabyggð)
Das Haukadalur liegt in der Gemeinde Dalabyggð im Westen Islands in der Region Vesturland.

## Geografie
Das Haukadalur liegt südöstlich von Búðardalur sowie südlich des Berges Vatnsfjall. Es erstreckt sich von Ost nach West zwischen den Tälern Miðdalur und Laxárdalur. Im Hintergrund des von Vegetation bedeckten Tales liegt der See Haukadalsvatn. Von den großen Wäldern, die hier einst vorhanden waren, sind nur Reste übrig geblieben. Allerdings bemüht man sich um Wiederaufforstung.

## Geschichte
Das Tal Haukadalur bildete bis 1994 eine eigene Gemeinde. Seitdem gehört es zu Dalabyggð.

## Kultur und Sehenswürdigkeiten

### Eiríksstaðir

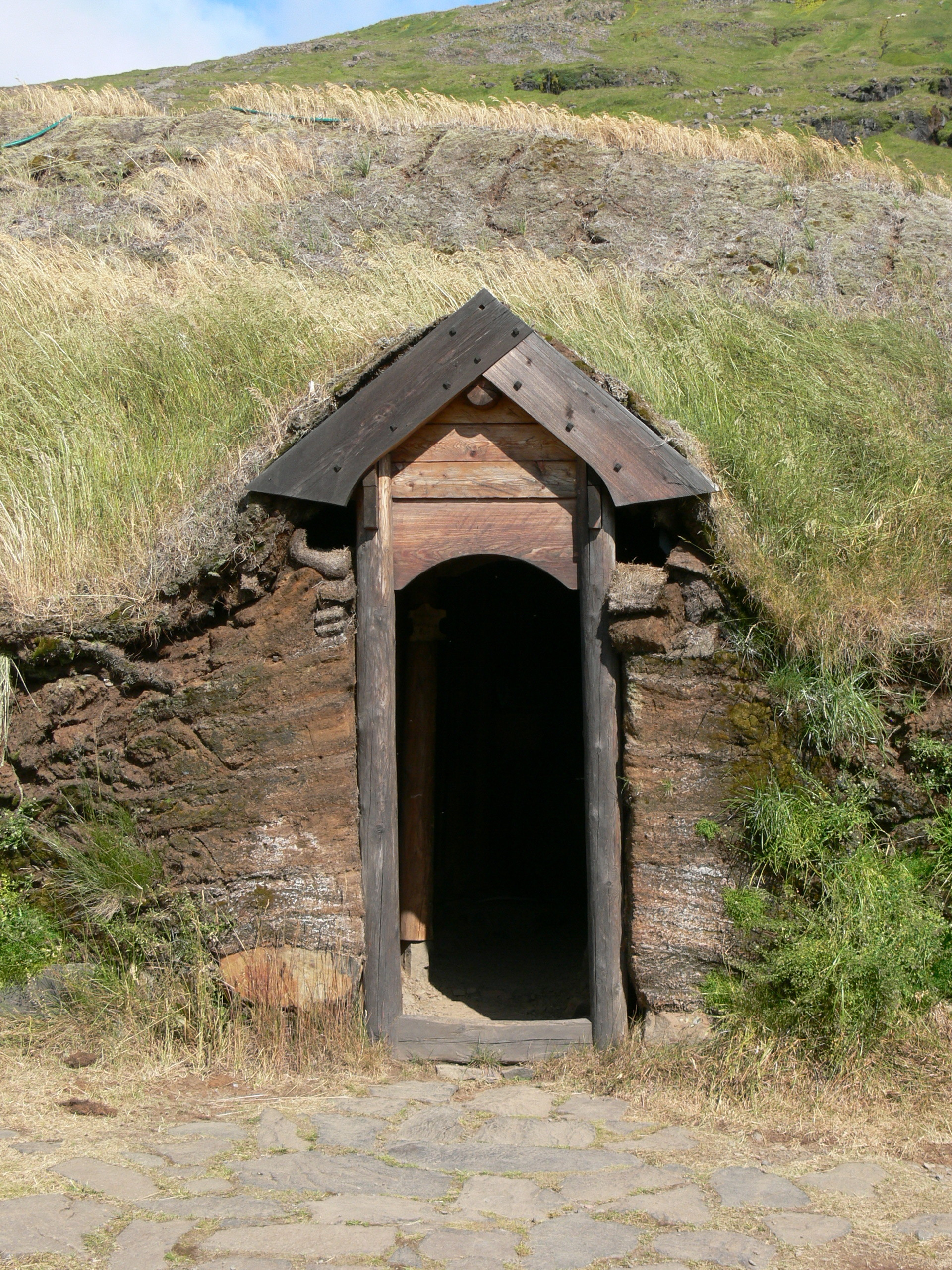
Freilichtmuseum Eiríksstaðir

Im südlichen Haukadalur, östlich des Sees Haukadalsvatn, befand sich vermutlich der Hof des Wikingers Erik des Roten (isl. Eirik Rauður), der die Wikingersiedlungen in Grönland begründete. Hier wurde auch der vermutliche Entdecker Amerikas Leifur Eiríksson geboren.
Hier findet man nun ein Freiluftmuseum zu Erik dem Roten auf dem vermutlichen Grund seines ehemaligen Hofes. Ein nachgebautes Langhaus im Stil der Wikingerzeit (vgl. Stöng) lädt zum Besuch ein, im Sommer mit Leuten in Wikingerkostümen.

## Verkehr
Aus dem Talinneren führt eine grobe Jeeppiste über die Berge, wo sie auf der Holtavörðuheiði auf den Hringvegur trifft.